# Pradosia mutisii
Pradosia mutisii är en tvåhjärtbladig växtart som beskrevs av Arthur John Cronquist. Pradosia mutisii ingår i släktet Pradosia och familjen Sapotaceae. IUCN kategoriserar arten globalt som utdöd. Inga underarter finns listade i Catalogue of Life.